# John Paintsil
John Paintsil (Berekum, 15 giugno 1981) è un ex calciatore e allenatore di calcio ghanese, di ruolo difensore.

## Palmarès

### Club

#### Competizioni nazionali
- Campionato israeliano: 1

Maccabi Tel Aviv: 2002-2003
- Coppa d'Israele: 1

Hapoel Tel Aviv: 2005-2006

### Individuale
- Calciatore dell'anno (Ghana): 1

2008